# 얼리샤 폭스
알리샤 폭스(Alicia Fox, 1986년 6월 30일 ~ )는 본명은 빅토리아 엘리자베스 크로포드(Victoria Elizabeth Crawford)다. 미국의 여자 프로레슬링선수다.
152cm 38kg이다.

## 수상
- WWE 디바스 챔피언 1회
- WWE 24/7 챔피언 1회